# Аджигольська коса
46°36′46″ пн. ш. 31°47′57″ сх. д. / 46.612777777778° пн. ш. 31.799166666667° сх. д.
Аджигольська коса розташована у Миколаївській області, Україна. Належить до Куцурубської сільської громади. Омивається водами Дніпровського лиману у північній частині Чорного моря. Аджигольська коса відділяє гирло Аджигольської балки від Дніпровсько-Бузького лиману.

## Рельєф
Рельєф Аджигольської коси рівнинний. Найближче велике місто-порт Очаків знаходиться на відстані 19 км на захід від Аджигольської коси.

## Клімат
Клімат помірно континентальний. Середня температура 12 °C. Найжаркіший місяць — серпень, 25 °C, а найхолодніший січень —−4 °C. Середня кількість опадів — 631 мм на рік. Найвологіший місяць — січень, випало 109 мм опадів, а найсухіший — листопад, випало 20 мм.
| Кліматограма                                                                          | Кліматограма | Кліматограма | Кліматограма | Кліматограма | Кліматограма | Кліматограма | Кліматограма | Кліматограма | Кліматограма | Кліматограма | Кліматограма |
| ------------------------------------------------------------------------------------- | ------------ | ------------ | ------------ | ------------ | ------------ | ------------ | ------------ | ------------ | ------------ | ------------ | ------------ |
| С                                                                                     | Л            | Б            | К            | Т            | Ч            | Л            | С            | В            | Ж            | Л            | Г            |
| 109 −2 −7                                                                             | 43 1 −4      | 40 7 3       | 22 14 8      | 44 23 16     | 86 25 19     | 71 27 22     | 31 28 22     | 44 24 20     | 50 12 8      | 20 8 5       | 71 3 2       |
| Середня макс. і мін. температури повітря (°C) Атмосферні опади (мм), за рік : 631 мм. |              |              |              |              |              |              |              |              |              |              |              |

## Туризм
Територія коси є однієї з найпривабливіших для організації відпочинку в Миколаївській області, є відомою рекреаційною зоною «Куцуруб-Аджигольська коса».